# Bekenntnissonntag
Der Bekenntnissonntag oder auch Jugendbekenntnistag ist ein festgesetzter Zwecksonntag im Kirchenjahr, an dem insbesondere Jugendliche, die Mitglieder in der katholischen Jugendarbeit bzw. in kirchlichen Jugendverbänden sind, ihr Bekenntnis öffentlich zeigen, dass sie an Jesus Christus glauben.

## Ursprung
Um die Wende vom 19. zum 20. Jahrhundert bildeten sich zunehmend Vereinigungen zur Förderung der Jugendarbeit in der katholischen Kirche. Jugendliche forderten eigene jugendgemäße Formen, um ihren Glauben zu leben. Es entstand eine Katholische Jugendbewegung, die nach dem 1. Weltkrieg einen großen Aufschwung erlebte. Die Jugendverbände wählten jetzt deutschlandweit den Dreifaltigkeitssonntag als Datum für überpfarrliche religiöse Feiern und Kundgebungen.
Die organisierten Jugendverbände und pfarrlichen Jugendgruppen trafen sich an einem besonderen Platz, zogen mit Fahnenabordnungen dorthin und feierten gemeinsam Gottesdienste. In der Regel war dies mit einem anschließenden Beisammensein und Austausch verbunden.

## Die Zeit des Nationalsozialismus
Ab 1934 mussten die katholischen Jugendverbände zunehmend Beschränkungen ihrer äußeren Tätigkeit durch das Nazi-Regime hinnehmen. Ab dem 23. Juli 1935 war ihnen durch Polizeiverordnung, zunächst in Preußen, dann im gesamten Deutschen Reich praktisch jede Betätigung außer der rein-religiösen verboten. Es erwies sich als notwendig, neue organisatorische Formen der Jugendarbeit zu finden. Der Akzent lag auf religiösen Feierstunden, Kundgebungen, Lichterprozessionen und Wallfahrten. Der jährliche Bekenntnissonntag bekam von daher einen ganz neuen Stellenwert.
1935 verlegten die Nationalsozialisten das Reichssportfest auf den Dreifaltigkeitssonntag und nahmen damit den katholischen Jugendverbänden die Möglichkeit, sich weiterhin an diesem Tag zu treffen. Als Ausweichtermin wurde der 1925 von Papst Pius XI. eingeführte Christkönigssonntag, damals der letzte Sonntag im Oktober, gewählt. An diesem Tag wird Christus als König der Welt verehrt. Die Wahl dieses Termins konnte als Kontrapunkt zur Diktatur des Nationalsozialismus verstanden werden. In diesen Jahren trugen die Jugendverbände vermehrt Banner mit dem Christusmonogramm, um so ein Zeichen gegen die Hakenkreuzfahne zu setzen. Allein im Kölner Dom trafen sich am Christkönigsfest im Oktober 1934 um 5 Uhr morgens 30.000 Jugendliche.

## Die Situation heute
Nach dem Zweiten Weltkrieg wurde die Tradition des Bekenntnissonntags zunächst wieder aufgenommen. Gegen Ende der 1950er-Jahre verlor er jedoch an Bedeutung. Dafür sah man mehrere Gründe. Es musste kein Gegengewicht mehr zu einer Diktatur gesetzt werden; die Gesellschaft insgesamt zeigte weniger Interesse am Glauben, an der Kirche und ihren Vereinen und Verbänden, die Mitgliederzahlen der Jugendverbände schrumpften. Die katholische Jugendarbeit und ihre Verbände dezentralisierten sich, es entstanden Bildungshäuser und andere Zentren der Jugendarbeit, die ihre eigenen Feste und Feiern etablierten. Offiziell abgeschafft wurde der Bekenntnissonntag nicht, er wird nur nicht mehr als zentrale Veranstaltung begangen.
In einigen (Erz)Diözesen wird seit einigen Jahren wieder versucht, der Jugendarbeit ein eigenes kirchliches Fest zu geben. So bindet das Bistum Passau bewusst am Christkönigsonntag Jugendliche in die Liturgie ein, im Erzbistum Bamberg gibt es am 5. Sonntag nach Ostern einen eigenen Jugendsonntag, an dem an exponierter Stelle (z. B. Staffelberg bei Bad Staffelstein) ein zentraler Jugendgottesdienst gefeiert wird.

## Leitworte der Bekenntnistage
| - 1936: Lobet den Herren - 1937: Das Wort des Herrn bleibt in Ewigkeit - 1938: Im Kreuz ist Heil - 1939: Christ, erkenne deine Würde - 1940: Empor die Herzen - 1941: Seid gesinnt wie Christus Jesus - 1942: Ave Maria - 1943: Das ist der Wille Gottes: eure Heiligung - 1944: Löscht den Geist nicht aus - 1945: Ihr seid Christi Leib - 1946: Einer trage des andern Last | - 1947: Ihr sollt mir Zeugen sein - 1948: Verherrlicht Gott in eurem Leibe - 1949: Christus gestern, heute und in Ewigkeit - 1950: Christus unser Friede - 1951: Wo die Liebe ist, da ist Gott - 1952: Unseres Volkes Heil ist der Herr - 1953: Macht euch die Erde untertan - 1954: Gottes Reich kommt - 1955: Zur Freiheit berufen - 1956: Bis an der Erde Grenzen | - 1957: Du kannst die Welt verändern - 1958: Jesus Christus ist der Herr - 1959: Seid beharrlich im Gebet - 1960: Brot für das Leben der Welt - 1961: Die Wahrheit wird euch frei machen - 1962: Damit die Welt glaube - 1963: Gott will die Erde - 1964: Die Freude an Gott ist unsere Kraft - 1965: Ihr seid Gottes Volk - 1966: Ihr sollt meine Zeugen sein - 1967: Die Freiheit wagen |